# کی‌بی توچماش
کی‌بی توچماش (روسی: КБ Точмаш) شرکت دولتی صنایع جنگ‌افزاری روس است، که در سال ۱۹۳۴ تأسیس شد.